# Caenolestes condorensis
Caenolestes condorensis é uma espécie de marsupial da família Caenolestidae. Endêmico do Equador, é conhecido apenas da localização-tipo na Cordilheira do Condor, na fronteira com o Peru.